# Espaly-Saint-Marcel
Espaly-Saint-Marcel là một xã thuộc tỉnh Haute-Loire nam trung bộ nước Pháp. Xã Espaly-Saint-Marcel nằm ở khu vực có độ cao trung bình 650 mét trên mực nước biển.